# Изабелла Валентайн
Изабелла Валентайн (яп. イザベラ・バレンタイン), также известная как  Айви (яп. アイヴィー) — один из ключевых персонажей серии компьютерных игр SoulCalibur.

## История
Согласно написанной для игры Soul легенде, Граф Валентайн, известный своими успехами в алхимии, был одержим поисками клинка Soul Edge, который он называл «ключом к вечной молодости». К концу жизни он успел растратить все своё состояние, но так и не добился успеха. Вскоре после его кончины графиня Валентайн, его супруга, также покинула этот мир. Таким образом, Айви осталась единственным представителем семьи Валентайн.
По замыслу авторов игры Soul граф и графиня Валентайн не были настоящими родителями Айви. Её подбросили к дверям графского поместья в младенчестве. Лишь после смерти графини Айви узнала о том, что она приёмная. Впрочем это не имело для неё большого значения.
Повинуясь последней воле отца, Айви тоже начала изучать алхимию и продолжила поиски Soul Edge. В результате своих изысканий она выяснила, что этот меч обладает тёмной энергией и способен поглощать души. В этот момент Айви поклялась любой ценой уничтожить его. С помощью оккультных ритуалов она призвала в мир странную энергию, которая приняла форму меча-кнута Ivy Blade. Меч, обладающий собственной волей, стал надёжным спутником и защитником Айви.
После встречи с Кошмаром, его поражения и расщепления Soul Edge на осколки, Айви узнала, что сила, давшая жизнь её собственному мечу, также связана с Soul Edge. К тому же она выяснила своё происхождение — настоящий отец Айви также был носителем Soul Edge и одержим его силой.
Поражённая этим знанием, Айви вернулась домой и закрылась в лаборатории, долгое время тщетно пытаясь уничтожить Ivy Blade. Спустя несколько месяцев Айви пришла к выводу, что недостаточно просто уничтожить Soul Edge — его надо полностью стереть из реальности и истории. Как только Айви узнаёт о том, что Soul Edge был разбит на осколки, она отправляется в новое путешествие.
Айви стремится уничтожить каждый осколок Soul Edge, каждого кто соприкасался с ним, каждого носителя проклятой крови. Никто и ничто не может остановить её на этом пути, даже невинные жертвы. Это все мелочи по сравнению с целью уничтожить Soul Edge.
В своём путешествии Айви узнаёт ещё одно — Soul Edge выбрал её в качестве следующего хранителя. Атакованная Сервантесом, Айви теряет свою душу, но алхимия и тёмная энергия помогает её поддерживать в своём теле искусственную жизнь. Теперь у неё появляется ещё одна цель — уничтожить все, что связано с Soul Edge  (в том числе и саму себя).